# En vivo en el Monumental
En vivo en el Monumental è un album dal vivo del gruppo musicale cileno Inti-Illimani, pubblicato nel 1998.

## Descrizione
L'album è stato registrato dal vivo nel maggio 1997 nel teatro Monumental di Santiago del Cile, durante le celebrazioni per il trentesimo anniversario di attività del gruppo.
L'album viene pubblicato in Italia nel 1998 in formato CD dalla CGD/East West, questo è anche l'ultimo disco pubblicato dagli Inti-Illimani con l'etichetta italiana. I brani Mulata, El mercado Testaccio e Señora chichera, saranno riutilizzati nel doppio CD Antologia en vivo.
In Cile viene pubblicato anche il video, in formato VHS,  Arriesgaré la piel en vivo, contenente le riprese integrali del concerto con alcuni brani in più rispetto ai 14 contenuti nell'album. 

## Tracce
1. Introduccion Kalimba - 0:34 (H.Salinas)
2. Canto de las estrellas - 5:52 (J.Seves - M.Chaparro)
3. La fiesta de San Benito / Kullacas - 6:05 (trad. - H.Salinas)
4. Tatati - 3:31 (H.Salinas)
5. Corazon maldito - 3:33 (V.Parra)
6. El aparecido - 3:26 (V.Jara)
7. Mulata - 5:16 (H.Salinas - N.Guillen)
8. Medianoche - 4:11 (H.Salinas - P.Manns)
9. Maria Canela - 2:06 (H.Salinas)
10. Mi chiquita / El carnaval - 8:25 (H.Salinas)
11. El mercado Testaccio - 4:15 (H.Salinas)
12. Arriesgaré la piel - 4:44 (H.Salinas - P.Manns)
13. Quien eres tu - 3:22 (H.Salinas - P.Manns)
14. Señora chichera - 3:52 (tradizionale)

## Formazione
- Jorge Coulón
- Max Berrú
- Horacio Salinas
- Horacio Duran
- Josè Seves
- Marcelo Coulon
- Pedro Villagra
- Efren Viera